# Aldo Gallardo
Aldo Gallardo  (24 de septiembre de 1978, Tijuana, Baja California) es un actor y cantante mexicano que desde su niñez supo que su aptitud estaba en la actuación. 
En la Ciudad de México logra entrar en el CEA (Centro de Educación Artística) de Televisa y estudia actuación y de donde sale en el año 2007 participando en pequeños papeles en las telenovelas Duelo de pasiones, Lola, érase una vez y Al diablo con los guapos. En 2002 realiza las respectivas audiciones para los realities La Academia y Operación Triunfo.
En 2009 obtiene el personaje de Manuel en la telenovela Mi pecado junto a Maite Perroni y Eugenio Siller. En 2013, Gallardo interpreta a "Ricardo Villegas" en la telenovela La patrona junto con Aracely Arambula y Jorge Luis Pila.

## Trayectoria

### Telenovelas
- Tríada (2023) - Rogelio[1]
- La negociadora (2021) - Carlos Dos Santos[2]
- Preso No. 1 (2019) - Carlos El Gringo
- Monarca (2019) - Ilan Markovits
- La hija pródiga (2017-2018) - Arturo Montejo Salamanca
- Los miserables (2014-2015) - Carlos Gallardo
- Las trampas del deseo (2013) - Everardo Taso
- La patrona (2013) - Ricardo Villegas Goldstein
- Infames (2012) - Felipe Sánchez Trejo
- El octavo mandamiento (2011) - Ezequiel Cruz
- Mi pecado (2009) - Manuel Solís
- Un gancho al corazón (2008-2009) - Héctor
- Al diablo con los guapos (2007-2008) - Fernando
- Lola, érase una vez (2007-2008) - Gastón
- Tormenta en el Paraíso (2007-2008)
- Duelo de pasiones (2006) - Darío

### Series de TV
- El vato (serie de televisión) (2016) - (Chalino) Monarca (2018)
- Dos Lunas (2014) - Carlos Delgado 'Charlie'
- Morir en martes (2010) - Mauricio / Humberto Díaz
- S.O.S.: Sexo y otros secretos (2008)